# Gallotia caesaris
Gallotia caesaris är en ödleart som beskrevs av Lehrs 1914. Gallotia caesaris ingår i släktet Gallotia och familjen lacertider.
Arten förekommer på El Hierro och La Gomera som ingår i Kanarieöarna i Spanien. Den infördes dessutom på Madeira. Denna ödla lever i låglandet och i bergstrakter upp till 1500 meter över havet. Exemplaren vistas i öppna skogar med hårdbladsväxter eller tallar samt i buskskogar och på odlingsmark. Honor lägger upp till tre gångar per år upp till fem ägg.
För beståndet är inga hot kända. Hela populationen bedöms som stabil. IUCN kategoriserar arten globalt som livskraftig.

## Underarter
Arten delas in i följande underarter:
- G. c. caesaris
- G. c. gomerae